# Oppstrynsvatnet
Oppstrynsvatnet (of Oppstrynsvatn) is een meer in de gemeente Stryn in de Noorse provincie Sogn og Fjordane.
Hier bevindt zich het Nationaal Park Centrum (Jostedalsbreen Nasjonalparksenter) van het nationaal park Jostedalsbreen met de gletsjer Jostedalsbreen.